# Benjamin Longue
Benjamin Longue (né le 3 décembre 1980 à Nouméa en Nouvelle-Calédonie) est un joueur de football français évoluant actuellement au club de l'AS Magenta en première division néo-calédonienne. 
Défenseur d'1,75 m, il joue depuis 2003 avec l'équipe nationale de Nouvelle-Calédonie.

## Clubs
- 1998-2002 : SC Bastia B (96 matchs)
- 2002-2005 : SC Bastia (2 matchs)
- 2005-2008 : CA Bastia (31 matchs)
- 2008-...  : AS Magenta

## Équipe nationale
- 2003-.. : Nouvelle-Calédonie (13 sélections)